# Astragalus eremiticus
Astragalus eremiticus är en ärtväxtart som beskrevs av Edmund Perry Sheldon. Astragalus eremiticus ingår i släktet vedlar, och familjen ärtväxter. Inga underarter finns listade i Catalogue of Life.

## Bildgalleri

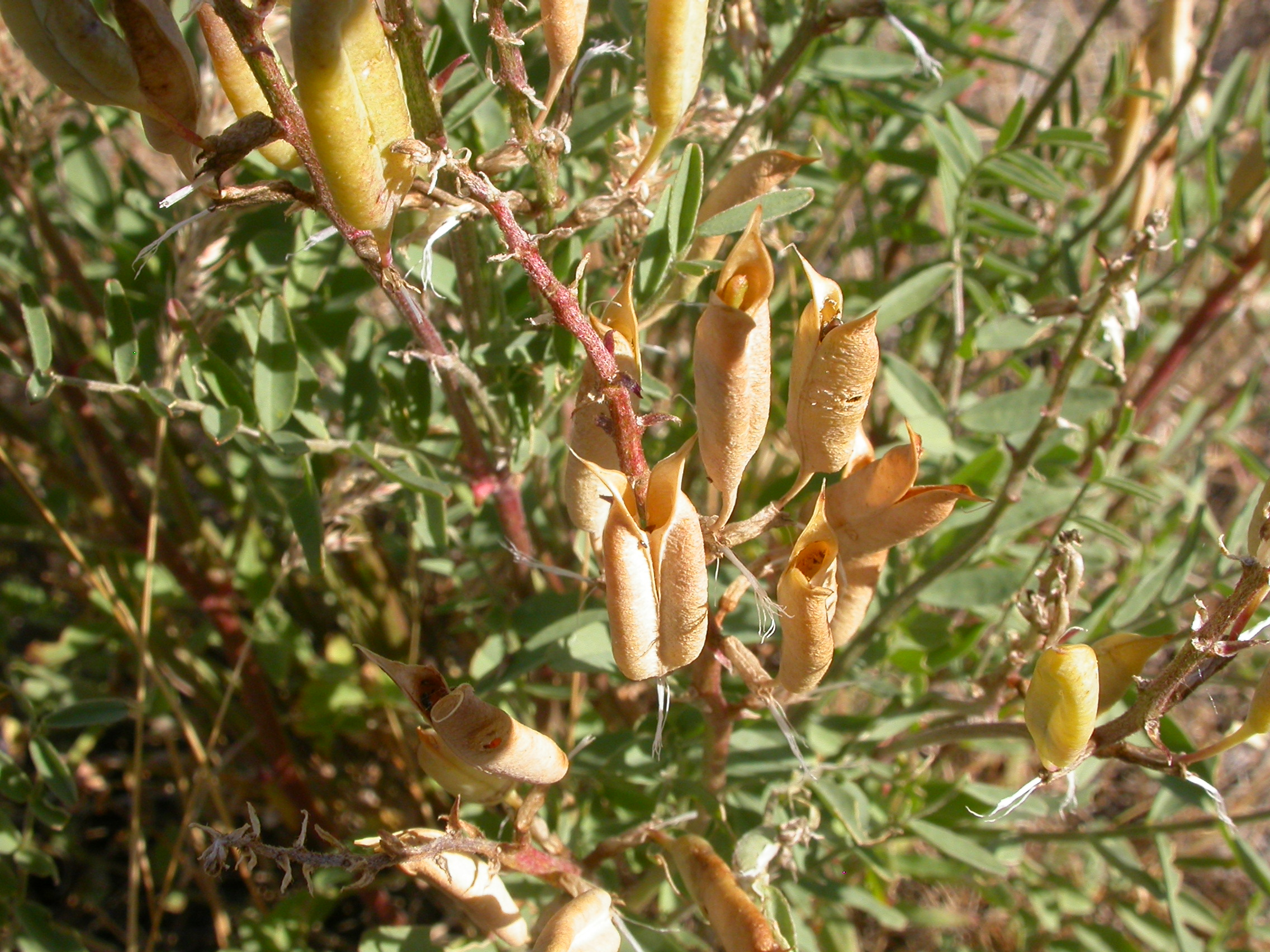
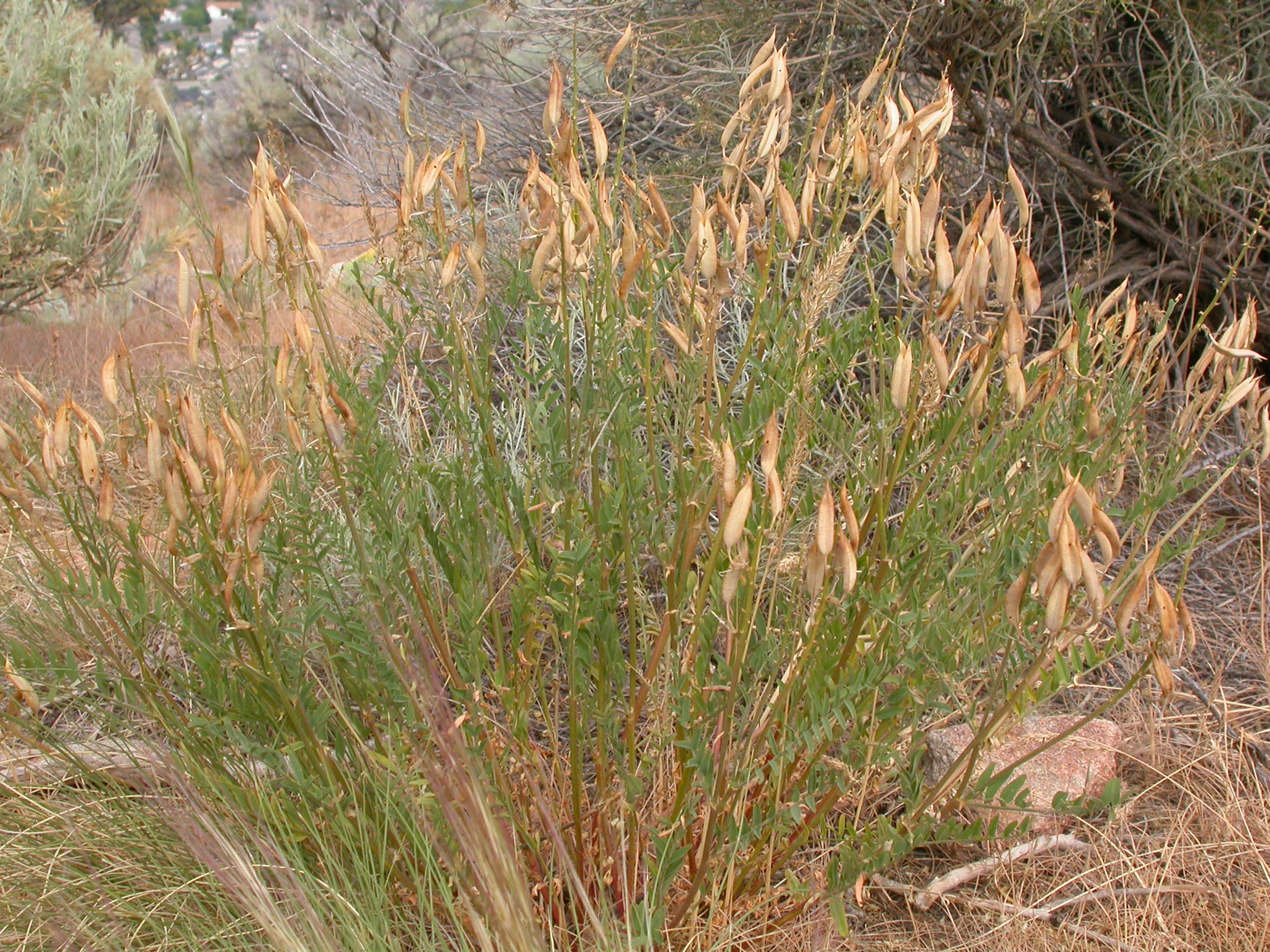
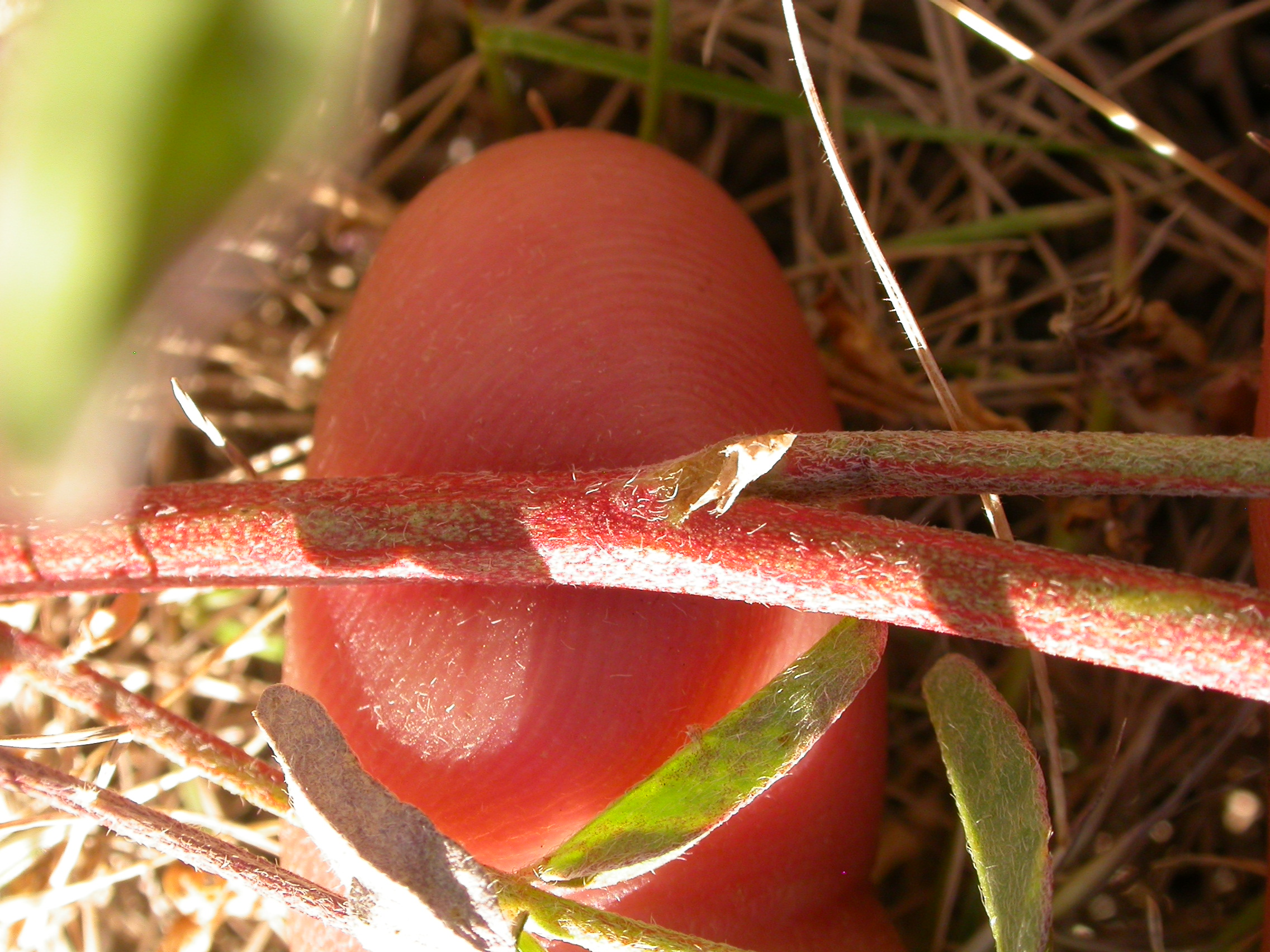
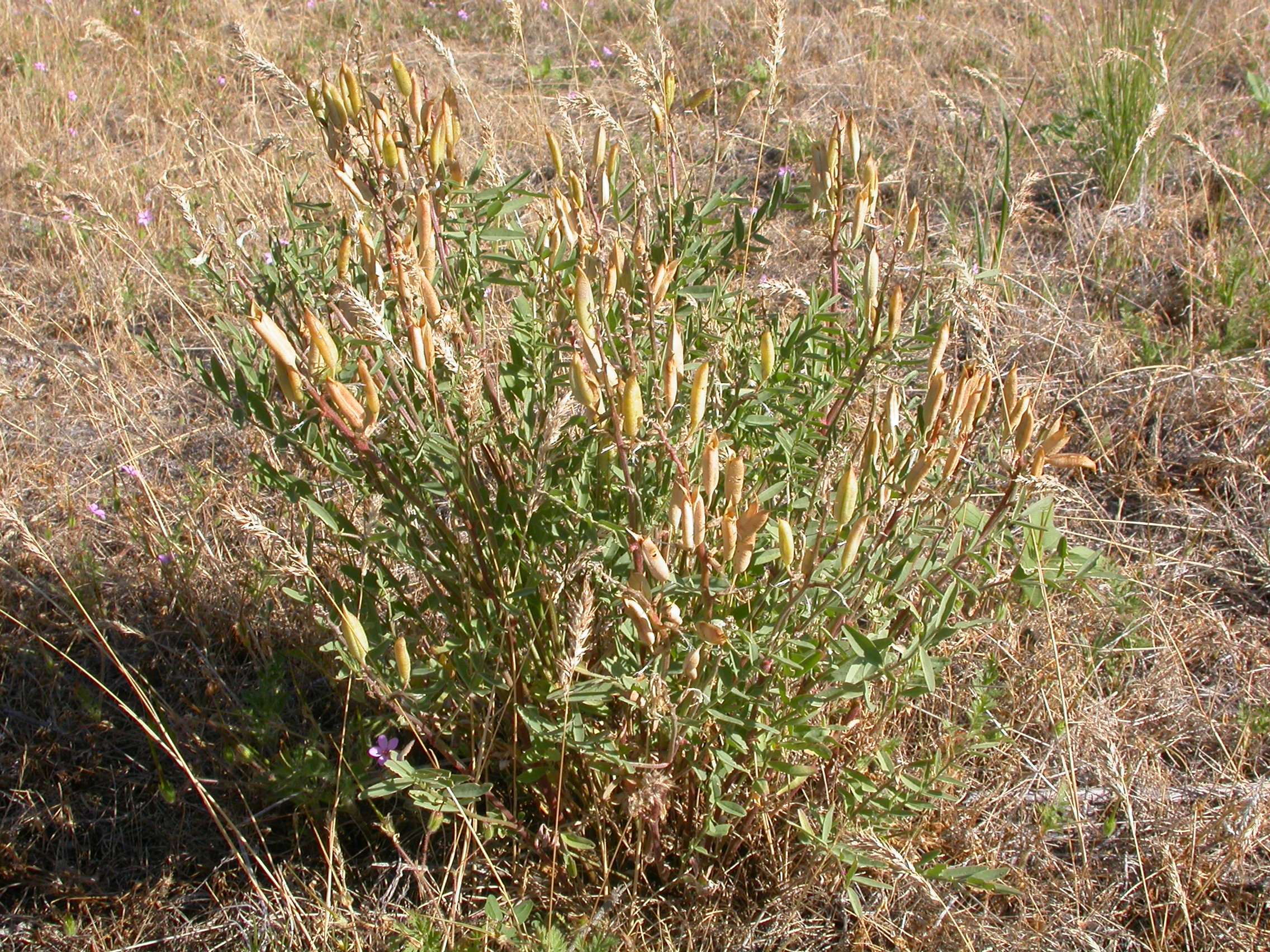